# 伊予國
伊予國（日语：／ Iyo-no kuni），又稱予州，是日本古代令制國，屬南海道。伊予國領地為現在的愛媛縣。

## 名称及其語源
新字体写作「伊予」，舊字體写作「伊豫」，也有「伊与」的写法紀錄。
語源上主要有如下說法：
- 溫泉說
「 yo」是道後溫泉的「 yu」之轉訛，再加上前綴即成爲了「 iyo」。曾經是定論，但學者吉田茂樹指出，《延喜式》中有著「伊豫郡」和「溫泉郡」兩個郡名，如果伊豫指的是道後溫泉，那就無法解釋爲何有單獨的「溫泉郡」存在，所以今天這一說法被否定。[2]而且，寺內浩等人編纂的《愛媛縣不思議事典》（愛媛県の不思議事典）中也提到，根據上代特殊假名遣，「yu」音一般不會音變爲「yo」音。

- 湧泉說
學者志賀剛稱，古代人把溫泉以外的泉水稱作「 iyu」，後演變爲「 iyo」。[2]在古代，人們把有泉水湧出的地方視作特別的場所，「伊豫」也由一個僅指代泉水周邊地區的小地名，變爲一個指代更大範圍的名稱。

- 彌說
谷川士淸的《倭訓栞》中記載的說法。在神話中被稱作「伊豫二名洲」（伊豫ノ二名ノ洲）的四國島，是在淡路島之後誕生的，所以「 iyo」之名是來源於在日語中意爲「重複發生」的「 iya」。

- 預說
《豫章記》中記載的說法。男神「面足尊」與女神「惶根尊」支配伊豫國時，曾下達「伊豫」的詔命。

## 沿革
- 1868年2月20日（慶應四年正月廿七） - 因戊辰戰爭之故，由松山藩預地變爲高知藩預地。
- 1871年（明治4年）
  - 3月9日（正月十九） - 高知藩預地爲倉敷縣所轄。
  - 8月29日（七月十四） - 廢藩置縣。分藩領地爲今治縣、西條縣、小松縣、松山縣、大洲縣、新谷縣、宇和島縣、吉田縣共八縣。
  - 10月27日（九月十四） - 倉敷縣管轄地域改爲丸龜縣所轄。
  - 12月26日（十一月十五） - 第一次府縣統合。宇摩郡・新居郡・周敷郡・桑村郡・越智郡・野間郡・和氣郡・溫泉郡八郡，加上風早郡・浮穴郡・伊豫郡三郡內部隸屬於丸龜縣和松山縣的部分，統合成爲松山縣；久米郡・喜多郡・宇和郡三郡，加上風早郡・浮穴郡・伊豫郡三郡內部隸屬於大洲縣和新谷縣的部分，統合成爲宇和島縣。
- 1872年（明治5年）
  - 3月17日（二月初九） - 松山縣管轄地域改爲石鐵縣所轄。
  - 6月20日（五月十五） - 石鐵縣管轄地域內隸屬於伊豫郡的部分（重信川以南）歸入宇和島縣，宇和島縣管轄地域內久米郡及浮穴郡一部分（原大洲縣・新谷縣）改爲石鐵縣所轄。
  - 7月28日（六月廿三） - 宇和島縣管轄地域改爲神山縣所轄。
- 1873年（明治6年）2月20日 - 全域編入愛媛縣。
- 1876年（明治9年）2月25日 - 宇和郡母島浦・久保浦・小矢野浦・鵜來島改屬土佐國幡多郡。

## 郡
- 宇摩郡
- 新居郡
- 周敷郡
- 桑村郡
- 越智郡
- 野間郡
- 風早郡
- 和氣郡
- 溫泉郡
- 久米郡
- 浮穴郡
- 伊予郡
- 喜多郡
- 宇和郡

### 引用
1. ↑  . 愛媛県生涯学習センター.   [2024-04-03].
2. 1 2  [ (PDF).   [2021-01-21]. （原始内容存档 (PDF)于2021-02-02）. ]

### 來源
- 角川日本地名大辭典 38 愛媛縣
- （页面存档备份，存于）
- Nussbaum, Louis-Frédéric and Käthe Roth. (2005). Japan encyclopedia.（页面存档备份，存于） Cambridge: Harvard University Press. ISBN 978-0-674-01753-5; OCLC 58053128（页面存档备份，存于）

## 相關項目
- 日本令制國列表